# Montelupo Fiorentino
Montelupo Fiorentino és un municipi italià, situat a la regió de la Toscana i a la ciutat metropolitana de Florència. L'any 2001 tenia 11.212 habitants.